# Bleu de Bresse

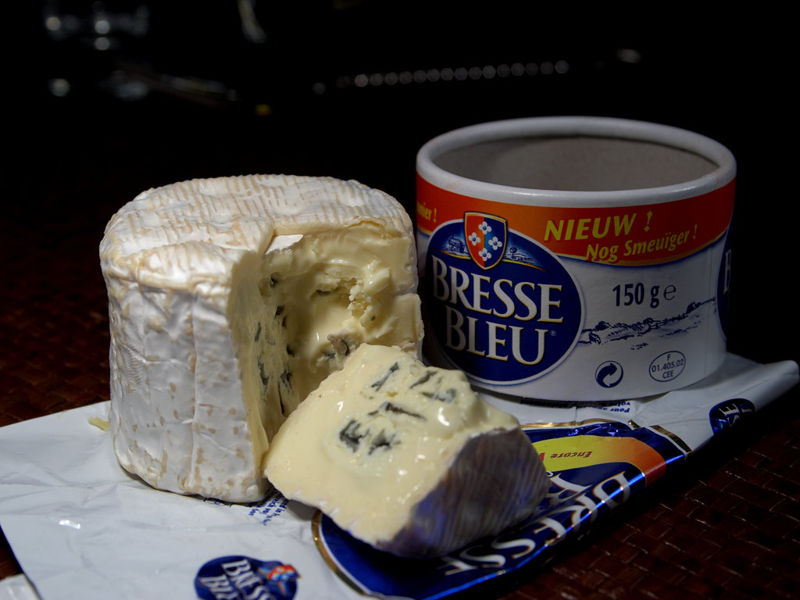
Bleu de Bresse

Der Bleu de Bresse, auch Bresse Bleu genannt, ist ein französischer Blauschimmelkäse aus der Bresse in Ostfrankreich. Seit dem Ende des Zweiten Weltkriegs wird dieser Käse in großem Maßstab hergestellt. Er zählt deshalb zu den sogenannten Industriel-Sorten.
Typisch für den Bresse Bleu ist ein weicher Teig, der mit kleinen blauen Schimmelflecken durchzogen ist. Hergestellt wird der Käse, der eine Weißschimmelrinde aufweist, in drei verschiedenen Größen. Die größte Form hat einen Durchmesser von rund 10 Zentimeter und eine Höhe von 6,5 Zentimeter. Der Käse wiegt dann etwa 500 Gramm. Die kleinsten Käse haben einen Durchmesser von sechs Zentimeter mit einem Gewicht von 125 Gramm.  Sie werden in dieser Form direkt den Endkonsumenten angeboten.
Als Getränk zum Bresse Bleu eignet sich besonders ein süßer Weißwein.